# Вілкінсон (Вісконсин)
Вілкінсон (англ. Wilkinson) — місто (англ. town) в США, в окрузі Раск штату Вісконсин. Населення — 51 особа (2020).

## Демографія
Згідно з переписом 2010 року, у місті мешкало 40 осіб у 21 домогосподарстві у складі 12 родин. Було 51 помешкання
Расовий склад населення:
| - 95,0 % — білих - 2,5 % — корінних американців |

До двох чи більше рас належало 2,5 %. Частка іспаномовних становила 0,0 % від усіх жителів.
За віковим діапазоном населення розподілялося таким чином: 12,5 % — особи молодші 18 років, 75,0 % — особи у віці 18—64 років, 12,5 % — особи у віці 65 років та старші. Медіана віку мешканця становила 53,5 року. На 100 осіб жіночої статі у місті припадало 110,5 чоловіків;  на 100 жінок у віці від 18 років та старших — 118,8 чоловіків також старших 18 років.
Середній дохід на одне домашнє господарство  становив 47 187 доларів США (медіана — 53 036), а середній дохід на одну сім'ю — 52 926 доларів (медіана — 53 542). Медіана доходів становила 26 964 долари для чоловіків та 26 875 доларів для жінок. 
Цивільне працевлаштоване населення становило 23 особи. Основні галузі зайнятості: науковці, спеціалісти, менеджери — 30,4 %, роздрібна торгівля — 26,1 %, виробництво — 21,7 %.